# رانژه
عملیات به اصطلاح"رانژه کردن" به صنعت مخابرات مربوط می‌شود و در یک تعریف کلاسیک رانژه کردن به عملی می‌گویند که طی آن شرکت مخابرات، برقراری ارتباط تلفن مشترک با شرکت خدمات اینترنتی را فراهم می‌کند. در اصل رانژه کردن موجب میشود که خط شما از حالت صرفا رادیویی در بیاید و انتقال اینترنت از طریق ADSL/VDSL و... صورت بگیرد 
درواقع در طی عملیات رانژه مسیر سیم تلفن مشترک را در مخابرات عوض می‌کنند تا کابل تلفن مشترک از تجهیزات شرکت خدمات اینترنتی نیز بگذرد و امکان دریافت اینترنت را در کنار مکالمات صوتی داشته باشد. این عوض کردن مسیر به درخواست مشترک و با ارسال نامه از طرف شرکت به مخابرات انجام می‌شود.
درنتیجه قبل از این که بتوانید از خط تلفن خود به عنوان خط ADSL استفاده کنید باید این خط از طرف مخابرات و به درخواست شرکت ارایه دهنده سرویس، رانژه شده باشد.
```
فرایندی که طی آن شرکت مخابرات، برقراری ارتباط تلفن مشترک با 
اسپلیتر
 
شرکت خدمات اینترنتی
 را فراهم می‌کند، رانژه کردن می‌گویند.
[
۱
]
```

در رانژه کردن مسیر زوج‌سیم تلفن مشترک در ام‌دی‌اف مخابرات را تغییر می‌دهند تا کابل تلفن مشترک از تجهیزات شرکت خدمات اینترنتی نیز بگذرد و امکان دریافت اینترنت را در کنار مکالمات صوتی داشته باشد. این تغییر مسیر به درخواست مشترک و با ارسال نامه از طرف شرکت به مخابرات صورت می‌گیرد.
خط رانژه خط تلفنی است که می‌تواند صدا و داده را هم‌زمان با هم روی یک خط منتقل کند. بنابراین قابلیت ارایهٔ سرویس ADSL را داراست.
قبل از این که بتوانید از خط تلفن خود به عنوان خط ADSL استفاده کنید باید این خط از طرف مخابرات و به درخواست شرکت ارائه دهندهٔ سرویس، رانژه شود.